# Награда Ранко Радовић
Награда „Ранко Радовић“ добила је назив по имену професора архитектуре Ранка Радовића (18. август 1935. — 16. фебруар 2005).

## Оснивач
Награду је утемељило Удружење ликовних уметника примењених уметности и дизајнера Србије - УЛУПУДС, као оснивач, и Архитектонски факултет у Београду, Факултет техничких наука Нови Сад - Департман за архитектуру и урбанизам, Институт за архитектуру и урбанизам Србије, Задужбина Илије Милосављевића Коларца, и Урбанистички завод Београда, као суоснивачи. Награда се уручује у касну јесен сваке године, у малој сали Коларчевог народног универзитета у Београду.

## Доприноси који се вреднују
- Критичко-теоријски текстови о архитектури објављени у претходној календарској години као и у текућој години до датума доделе награде - критике, есеји, књиге, предавања и писана реч уопште,
- Телевизијске емисије, изложбе или мултимедијалне презентације, и
- Реализовано архитектонско дело довршено у истом раздобљу.

## Конкурсни услови
Конкурс се објављује сваке године и траје између 01. септембра и 15. октобра. Право учешћа на конкурсу имају ствараоци-појединци, установе, удружења, струковне организације, као и сва заинтересована лица са територије Србије, као и из других земаља, која су остварила резултате у једној од три категорије.

## Досадашњи добитници награде

### За критичко-теоријске текстове и мулимедијане презентације:

#### 2006.
- Др Александар Кадијевић за књигу „Естетика архитектуре академизма (XIX - XX век)“,
- Екипа Телевизије Нови Сад тј. аутори тв-емисије „Кућа гради град – Архитектура модерне у Новом Саду“.

#### 2009.
- Др Владан Ђокић за књигу “Урбана типологија:градски трг у Србији”.

### За телевизијске емисије, изложбе, мултимедијалне презентације:

#### 2009.
- Проф. Винко Пенезић и проф. Крешимир Рогина за “Манифест дигиталне контрареволуције у архитектури”, приказ настајања инсталације “Тко се боји вука још у Дигиталној ери?”, о 11. Венецијанском бијеналу архитектуре 2008. године.

### За остварено архитектонско дело:

#### 2006.
- Влада Славица за мултифункционални објекат “Београдска арена“.

#### 2009.
- Марјан Ђулинац, Борислав Петровић, Иван Рашковић, Александар Томић и Нада Јелић, за објекат нове Хале спортова у Зрењанину.